# DJ Fresh
DJ Fresh, właściwie Daniel Stein (ur. 11 kwietnia 1977 w Worthing) – brytyjski DJ i producent muzyczny. W 2002 wraz z Adamem F założył wytwórnię Breakbeat Kaos.

## Albumy
- 2006: Escape from Planet Monday
- 2010: Kryptonite
- 2012: Nextlevelism

## Single
- 2003: „Dalicks”/„Temple of Doom”
- 2004: „Submarines”
- 2004: „When the Sun Goes Down” (feat. Adam F)
- 2005: „Tarantula” (feat. Pendulum, $pyda & Tenor Fly)
- 2006: „Nervous” (feat. Mary Byker)
- 2009: „Hypercaine” (featuring Stamina MC & Koko)
- 2010: „Gold Dust” (feat. Ce'Cile & Ms. Dynamite)
- 2010: „Lassitude” (feat. Sigma & Koko)
- 2011: „Louder” (feat. Sian Evans)
- 2012: „Hot Right Now” (feat. Rita Ora)
- 2012: „The Power” (feat. Dizzee Rascal)
- 2012: „The Feeling” (feat. RaVaughn)
- 2013: „Earthquake” (vs. Diplo feat. Dominique Young Unique)
- 2014: „Dibby Dibby Sound” (vs. Jay Fay feat. Ms. Dynamite)
- 2014: „Make U Bounce” (vs. TC feat. Little Nikki)
- 2014: „Flashlight” (feat. Ellie Goulding)
- 2015: „Gravity” (feat. Ella Eyre)
- 2015: „Believer” (vs. Adam F)
- 2016: „How Love Begins” (vs. High Contrast feat. Dizzee Rascal)
- 2016: „Say You Do” (feat. Sigala & Imani Williams)
- 2016: „Bang Bang” (vs. Diplo feat. R. City, Selah Sue & Craig David)